# IBM 3480
3480テープフォーマットファミリーはIBMが開発及び販売した磁気テープ式補助記憶装置（テープストリーマ）。
テープヘッドが18トラックおよび36トラックのものがある。後継規格3590（Magstarとして知られる）は128、256、384トラックのものがある。
1/2インチ(12.65mm)幅の磁気テープを使い、データカートリッジのサイズは4×5×1インチサイズで、リールは1個である。巻き取りリールは読み取り装置（テープドライブ）内に装備される。テープ速度と信頼性、耐久性、低いメディア価格のため、いまだに高度な要求に応えている。
総じて製造メーカーが違うドライブで記録されたテープでも、他のメーカーのドライブでの読み出しが行なえる。
IBM3480製品ファミリー仕様に従うテープドライブが1984年から2004年までさまざまなベンダーによって製造されていた。中心メーカーはIBM、富士通、M4 Data、Overland Data、StorageTek、およびビクターデータシステムズ (VDS)。 また、これらのテープドライブの様々なモデルは他のブランド（DEC、MP Tapes、フィリップス、Plasmon、Qualstar、Tandem、Xcerta、Memorex）のもとで販売された。IBMは3480製品ファミリーとして、3480と3490Eテープドライブのすべてのバージョンを指定した。

## インターフェース
3480は当初はメインフレームコンピュータのために設計されたため、最初の3480ドライブはバスとタグインターフェースで接続された。後のモデルはESCONとSCSIを採用した。SCSIインタフェースの到来で3480ファミリーテープドライブをパーソナルコンピュータに接続することが可能になり、パーソナルコンピュータとメインフレーム間のデータ交換が実現した。

## バリエーション

### 3480
最初の3480ドライブは、1984年に登場した。3480は薄膜ヘッドを採用した最初のテープ装置であり、
磁性体として酸化クロムを採用したのもこの機種が最初である。3480ドライブは18トラックの固定ヘッドを使い、38000byte/inchの記録密度で記録再生が可能だったので、3MB/secという高いデータ転送レートを実現した。
3480ドライブ以前のドライブが9トラックで6250byte/inchだったので、大きな進展として迎えられた。3480フォーマットは、テープ1本に200MBのデータを収められた。
IBMは3480ドライブにはバスとタグインターフェースのものを製造したが、他メーカーはSCSIインターフェースモデルを販売した。

### 3480 IDRC
1986年にIBMはハードウェアベースのデータ圧縮オプションImproved Data Recording Capability (IDRC) を追加した。3480IDRCドライブは、テープ1本あたり最大400MB記録できる。3480 IDRCフォーマットは一般的に3490ドライブの記録フォーマットとして知られている。3480 IDRCドライブは、3480ドライブ用と同じテープカートリッジを使用し、3480フォーマットでの記録再生ができる。

### 3490E
1991年に、IBMは3490Eテープドライブを導入した。固定ヘッドに36トラックを備え、テープあたり800メガバイトまで記録できた。さらにIDRCオプションを適用すると、延長テープを使って2400メガバイトまで記録できた。IBMが薄膜ヘッドの生産の終了を宣言してからも、最後まで3490E互換ドライブを生産していたのはVDS（ビクターデータシステム）だったが、2004年に生産を終了した。3490Eドライブは、バスとタグインターフェースか、ESCONか、高電圧SCSI(HVD-SCSI)インタフェースでさまざまなメーカーから利用可能であり、最大20MB/秒のデータ転送速度ができた。
3490Eデータカートリッジは3480用のものと外形寸法が同じであるが、テープは同じではない。3490Eテープはあらかじめ36トラックヘッド用にフォーマットされている。が、3480ドライブは3490Eテープに記録できる。
3490Eドライブのなかには、3480テープを読出しだけ可能なもの、あるいは読み書き可能なものもある。しかし、多くの3490Eドライブは36トラックテープだけ記録再生できる。

## 3480を越えて
3480フォーマットファミリーは、より高密度記録で転送レートの速いIBM 3590やIBM 3592ファミリーに取って代わられている。3590のヘッドは128トラック、256トラック、384トラックとなっていき、IBMでの商標Magstar、StorageTekではT9840シリーズである。